# Triangle Sun
Triangle Sun (МФА: [ˈtraɪæŋɡl̩ sʌn], в пер. с англ. — Треугольное солнце) — российская музыкальная группа, образованная в Москве в 2004 году и играющая в таких направлениях, как электронная музыка, лаунж, даунтемпо, чиллаут и поп-музыка. Основателем, лидером и вокалистом является российский композитор Александр Князев. Живёт в Лос-Анджелесе.
Композиции проекта включены в авторитетные мировые музыкальные сборники Café del Mar, Buddha Bar, Mykonos 2019 и в более, чем два десятка других компиляций, став первыми российскими треками на известнейших сборниках мира. Композиции Triangle Sun ротируются в 53 странах мира. 

## История создания

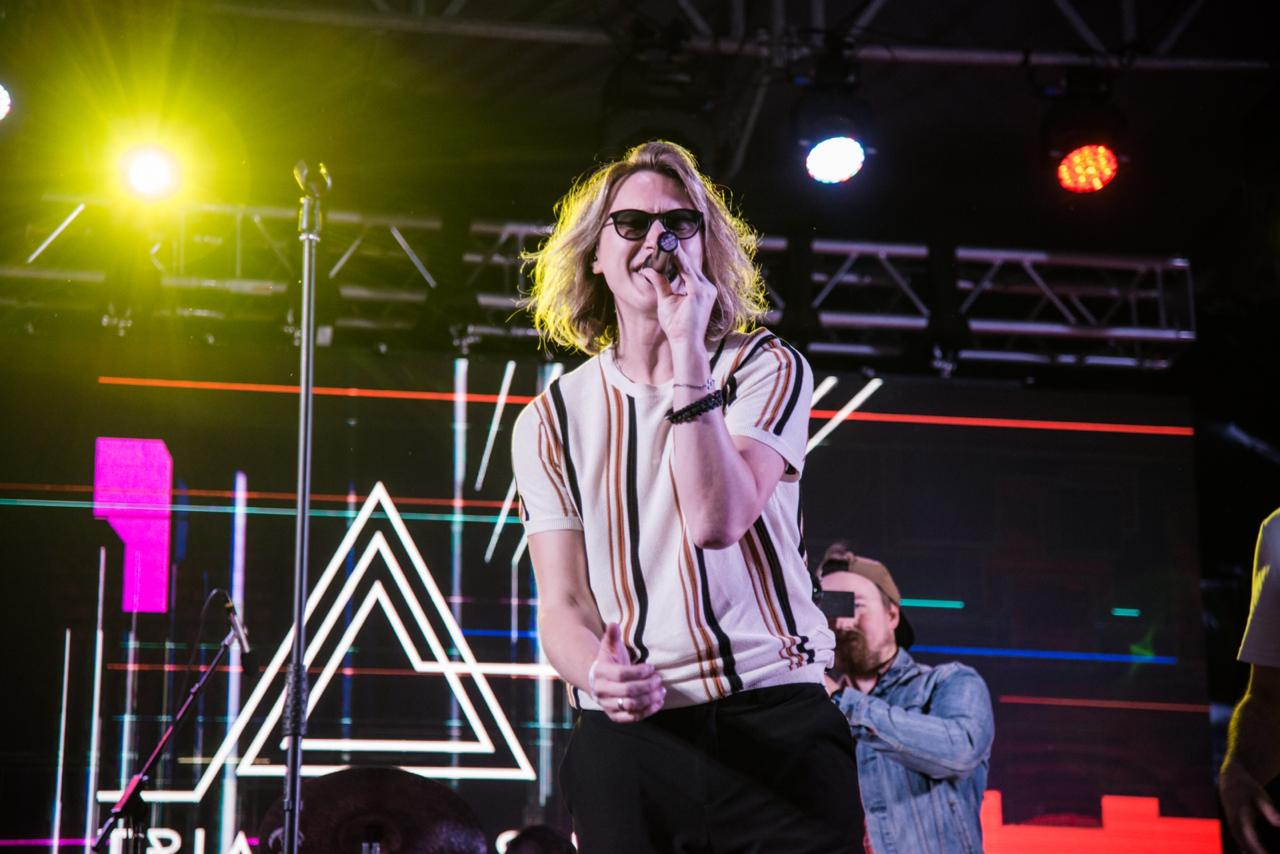

В 2004 году Александр Князев основал проект Triangle Sun, так как ему хотелось писать музыку, которая ещё тогда не была распространена в России. На создание группы его вдохновили всемирно известные работы Cafe Del Mar VI.
В этом же году проект победил на российском фестивале Cafe Del Mar Lounge, после чего группа отправилась завоевывать испанское побережье Ибицы, где играла свою музыку в Cafe Del Mar.
Вскоре трек Beautiful лицензировал Cafe Del Mar XIII, тем самым Triangle Sun стал популярнее в Европе и Америке, нежели в России.
Летом 2005 года Triangle Sun выступил на фестивале Parliament Lounge уже в качестве хэдлайнеров.
Triangle Sun стал первым российским проектом, который вышел в серии авторитетных мировых музыкальных сборников Cafe del Mar и Buddha Bar, а затем и первым в России игравшем на фестивале Global Gathering в 2007 году в Лондоне.
Дебютный альбом Triangle Sun под названием Diamond вышел в 2007 году. Релиз состоялся на американском лейбле Diamond Records в сентябре.
В 2010 году крупнейший мировой производитель шоколада Mars лицензировал неизданный трек Triangle Sun, написанный Александром Князевым, Moments, в качестве саундтрека для рекламной кампании шоколада Dove на американском рынке. В этом же году менеджеры немецкого подразделения Sony Music включили их композицию Diamond в 9-й сборник Erotic lounge, в составе которого в разное время выходили такие музыкальные коллективы как Air, Tosca, Thievery Corporation, Kruder & Dorfmeister, Jazzanova, Yonderboi, Blank & Jones, Groove Armada и многие другие признанные мастера международной сцены даунтемпо. Релиз состоялся в октябре 2010 года.
В 2011 году один из крупнейших Французских лейблов Wagram Music включил композицию Triangle Sun в 13-й мировой сборник Buddha Bar.

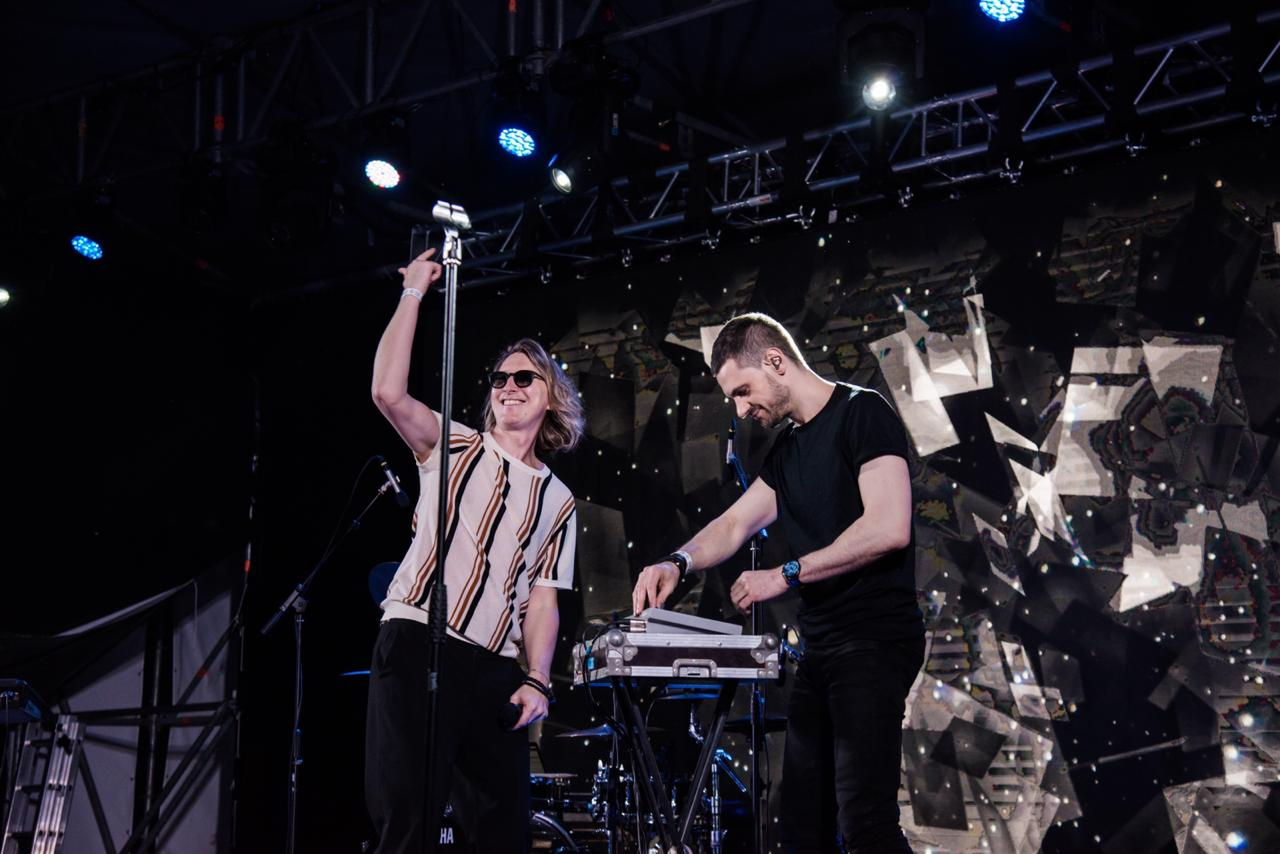

Triangle Sun с 2011 года находится в глобальной ротации MTV. Так же проект попал в ротацию VH1 в Бразилии, VIVA TV в Германии и Польше.
В 2013 году проект получил клубную премию Золотая Горгулья в номинации «Лучший электронный проект года».
В 2015 году участники группы были приглашены в Сочи для выступлений в культурно-развлекательной части автогонки «Формулы-1» Гран-при России.
В 2016 году проект стал хедлайнером на самых масштабных модных мероприятиях года в России Vogue Fashion’s Night Out 2016 и SNC NET DAY 2016.
В 2017 году Triangle Sun стал хедлайнером GQ «100 самых стильных» и мероприятия журнала Maxim «100 самых сексуальных женщин России».
В 2018 проект стал хедлайнером мероприятия журнала ELLE в России.

## Состав
- Александр Князев — основатель и лидер проекта, композитор и вокалист (vocal, founder, leader, composer). Академик АРМ (Академия Российской Музыки). Постоянный член жюри Российской Национальной Музыкальной Премии. Автор музыки главного ролика церемонии открытия XXII Олимпийских игр в Сочи. Ведущий на радио Relax FM своей авторской программы Relax Single. Автор музыки всемирной выставки EXPO 2017 в Астане. Композитор Церемонии открытия Исторической сцены Большого театра России. Саунд-дизайнер проектов крупнейших мировых брендов, среди которых: «Билайн», «Dove», «Philips», «OBI», «Samsung» и др. Пишет музыку для масштабных мероприятий и телевизионных шоу, таких как «Король ринга», «ТЭФИ», «Мисс Россия», Премия RU TV и др.
- Павел Кован — работает в сотрудничестве с проектом Triangle Sun (drummer) с 2016 года. Участник большого количества международных музыкальных фестивалей. В 2006 году занял первое место на международном конкурсе барабанщиков.
- Эдуард Ижаковский — российский бас-гитарист, культурный деятель. Работает в сотрудничестве с проектом Triangle Sun (bass player) с 2019 года.

## Бывшие участники
- Константин Работов — работал в сотрудничестве с проектом Triangle Sun (vocal, back vocal). На телевизионном музыкальном конкурсе «The Voice of Bulgaria» выступал в качестве наставника. В музыкальном проекте на телеканале Ю «Школа музыки» являлся педагогом-наставником.
- Вадим Капустин — (vocal, back vocal) работал в сотрудничестве с Triangle Sun c 2004—2015 гг. Получил образование классического музыканта по специальности дирижёр академического хора. Занимался концертной деятельностью, как сольный исполнитель и певец в таких музыкальных направлениях как соул, поп-музыка, джаз. Автор большинства текстов проекта Triangle Sun до 2013 года.
- Александр Зингер — (drummer) работал в сотрудничестве с Triangle Sun c 2014—2016 гг. Окончил академию музыки им. Гнесиных. Лауреат и дипломант многих отечественных и зарубежных джазовых фестивалей. Имеет огромный опыт выступлений со звездами мирового джаза.

## Дискография

### Студийные альбомы
| Год выпуска | Альбом                 | Лейбл                                 | Страна  |
| ----------- | ---------------------- | ------------------------------------- | ------- |
| 2007        | Diamond                | Diamond records                       | Russia  |
| 2010        | Iris                   | World club music/ Правительство звука | Russia  |
| 2011        | Diamond / Iris         | Tyranno                               | Germany |
| 2014        | Born in the Silence    | TSM                                   | Russia  |
| 2015        | EP «YOUR little CLOWN» | TSM                                   | Russia  |
| 2016        | The Red Line           | TSM                                   | Russia  |
| 2016        | CRAVE                  | TSM                                   | Russia  |
| 2016        | Hidden Home            | TSM                                   | Russia  |
| 2016        | My Magic Book          | TSM                                   | Russia  |
| 2017        | How Can I              | TSM                                   | Russia  |
| 2019        | In My Head             | TSM                                   | Russia  |
| 2019        | No One                 | TSM                                   | Russia  |

### Сборники
| Год выпуска | Сборник                                | Лейбл                      | Страна   |
| ----------- | -------------------------------------- | -------------------------- | -------- |
| 2005        | Good Karma. Volume 2                   | Легкие                     | Russia   |
| 2006        | Cafe del Mar vol. 13                   | Cafe del Mar Music         | Spain    |
| 2006        | Легкие Сезоны 05                       | Легкие/Снегири             | Russia   |
| 2007        | Relax Volume 3                         | S.B.A./GALA Records        | Russia   |
| 2007        | Stavedo II                             | The Sound Of Everything    | Greece   |
| 2008        | Klassik Lounge Werk 7                  | High Music                 | Germany  |
| 2008        | Wavemusic vol. 11                      | Wave Music                 | Germany  |
| 2009        | Klassik Lounge Summer                  | High Music                 | Germany  |
| 2009        | Relax Volume 7                         | S.B.A./GALA Records        | Russia   |
| 2010        | Huvafen Fushi Maldives by Ravin        | Avril                      | Thailand |
| 2010        | Chillout after midnight                | Magic records/Warner music | Poland   |
| 2010        | Diamonds & Pearls vol.4                | Tyranno records            | Germany  |
| 2010        | Dubaï Eklektic                         | Avril                      | Thailand |
| 2010        | Erotic Lounge 9                        | Sony Music                 | Germany  |
| 2011        | Bar Lounge Classic 2                   | Sony Music                 | Germany  |
| 2011        | Buddha Bar vol. 13                     | Wagram / George V Records  | France   |
| 2011        | Luxury Session Ibiza                   | Daredo                     | Germany  |
| 2011        | Ibiza Chillout Paradise                | Sony Music                 | Germany  |
| 2011        | A Night @ Buddha-Bar Hotel             | Wagram / George V Records  | France   |
| 2012        | Public Chill                           | Wave Music                 | Germany  |
| 2012        | Siddharta, Spirit of Buddha-Bar Vol. 6 | Wagram / George V Records  | France   |

## Награды
- 2013 — Золотая Горгулья — «Лучший электронный проект года»[6].

## Фестивали
- 2015 — Bosco fresh festival;
- 2015 — Wake Weekend;
- 2015 — VK Fest;
- 2017 — Alfa Future People;
- 2019 — Super MEGA Fest.

## Саундтреки к фильмам
В 2006 году состоялся релиз фильма Сдвиг режиссёра Анны Кельчевской, одной из основных музыкальных тем которого была выбрана композиция Buddha.
В 2012 году для фильма «Все просто» режиссёра Сони Карпуниной была лицензирована песня «Когда идешь вперед».
В 2016 году состоялся релиз фильма «Коробка» режиссёра Эдурада Бордукова была лицензирована песня «Когда идешь вперед».
В 2018 году трек Buddha был лицензирован киностудией в Лос-Анджелесе, которая выпустила фильм «Ray Meets Helen» и сделала данный трек саундтреком к фильму.

## Клипы
С 2011 года клипы группы Triangle Sun находятся в глобальной ротации MTV в эфире в таких странах как:
- Великобритания;
- Германия;
- Франция;
- Нидерланды;
- Бельгия;
- Дания;
- Швеция;
- Венгрия;
- Польша;
- Израиль;
- ЮАР;
- Бразилия;
- Австралия;
- Республика Корея.

Также клипы группы попали в ротацию VH1 в Бразилии, VIVA TV в Германии и Польше, A-One, Music Box, BRIDGE TV и «Музыка Первого» в России, М1 в Украине.

## Ремиксы
Beautiful
- 2007 — BarBQ;
- 2010 — Wamdue project;
- 2010 — Santerna

Label: SongBird, Netherlands.
Upside Down
- 2014 — Betoko & Jose Maria Ramon;

Your little Clown
- 2015 — Sasha Knyazev;

The Red Line
- 2016 — Sasha Knyazev.

## Ротация
Треки Triangle Sun ротируются на более 100 российских и европейских радиостанциях, такие как Радио Рекорд, Relax FM, Радио Jazz, Серебряный дождь, Маяк, MAXIMUM, Хит FM, IBIZA Sonica (Испания), Klassik (Германия), Lounge FM (Австрия), Radionotte (Италия) и другие.

## Интервью
- Журнал GQ: Александр Князев — лидер проекта Triangle Sun отказался от альбомов
- Журнал MAXIM: Вдохновляющий голос лидера проекта Александра Князева отражает глубину и чистоту замысла композиции
- ЕLLE: Летняя музыка: премьера сингла In My Head
- Журнал Sobaka.ru: Мы узнали у Александра, каково это, когда твои песни звучат в пятидесяти трех странах на трех континентах.
- Журнал GQ: "Князев не только хочет, но и, действительно, может создавать удивительные по легкости и изяществу сочинения
- Александр Князев для журнала ELLE: «Музыка — это голос души»
- Александр Князев: «Я пишу музыку, потому что не могу иначе. Это, как воздух для меня»
- Эксклюзивное интервью основателя и лидера проекта Triangle Sun Князева Александра для Fashion Time
- Как научиться сочинять музыку. 7 правил от Александра Князева
- Треугольное солнце русской электроники Князев Александр для ECLECTIC MAGAZINE
- Князев Александр для BigBilet TV